# Ananda Devi
Ananda Devi (ur. 23 marca 1957 w Trois Boutiques) – maurytyjska tłumaczka i pisarka, pisząca w języku francuskim.
Jest córką plantatora trzciny cukrowej. W jej domu znajdowała się bogata biblioteczka. Devi, wcześnie nauczona czytać przez ojca, zaczytywała się w baśniach braci Grimm oraz Baśniach tysiąca i jednej nocy, co wywarło wpływ na jej późniejszą twórczość. Już jako nastolatka zajęła się pisaniem (część stworzonych wtedy nowel znalazła się w zbiorze Solistices wydanym w latach 70. XX wieku). Za swoją twórczość zdobyła w wieku piętnastu lat nagrodę Radio France Internationale. Na studia wyjechała do Londynu, gdzie też doktoryzowała się z antropologii społecznej w London School for Oriental and African Studies. Przez kilka lat mieszkała w Kongo-Brazzaville, obecnie mieszka w Ferney-Voltaire, gdzie pracuje jako tłumaczka i zajmuje się twórczością literacką.

## Wybrana twórczość
- Rue La Poudrière (1998)
- Le Voile de Drapaudi (1993)
- L’Abre fouet (1997)
- Moi, l’interdite (2000)
- Pagli (2001)
- La Vie de Joséphin le Fou (2003)
- Ewa ze swych zgliszcz (org. Ève de ses décombres, 2006)[5]
- Zielone sari (2009)[6]
- Le Rire des déesses, Grasset, (2021)
- Deux malles et une marmite Grasset, (2022)

## Nagrody i wyróżnienia
- Prix Radio France du Livre de l’océan Indien (za Moi, l’interdite, 2001)
- Prix des Cinq Continents de la Francophonie (za Ewa ze swych zgliszcz, 2006)
- Certificat d’Honneur Maurice Cagnon du Conseil International d’Études Franophones, 2007
- Prix Télévision Suisse Romande (za Ewa ze swych zgliszcz, 2007)
- Prix Louis-Guilloux (za Zielone sari, 2010)[4]
- Doktorat honoris causa Uniwersytetu Śląskiego w Katowicach[7]